# Ľubor Kresák
Ľubor Kresák (n. 23 august 1927, la Topoľčany, Cehoslovacia – d. 20 ianuarie 1994, la Bratislava, Slovacia) a fost un astronom slovac.

## Descoperiri
A descoperit două comete: cometa periodică 41P/Tuttle-Giacobini-Kresák și cometa neperiodică C/1954 M2 (Kresak-Peltier).
El a sugerat, de asemenea, în 1978, că evenimentul de la Tunguska fusese datorat unui fragment al cometei periodice Encke.
În 1987 Ľubor Kresák a descoperit că 26P/Grigg-Skjellerup este aceeași cometă observată, la 17 martie 1808, de Jean-Louis Pons.

## Onoruri
Asteroidul 1849 Kresák a fost denumit în onoarea sa.